# Iasos (Sohn des Sphelos)
Iasos (altgriechisch Ἴασος Íasos) ist eine Person der griechischen Mythologie.
Er erscheint in Homers Ilias als Sohn des Sphelos und als Enkel des Bukolos. Er ist der Anführer der Athener im Troianischen Krieg, beim Angriff der Troianer auf das Lager der Achaier wird er gemeinsam mit Medon von Aineias getötet.